# Олимпийский мост
Олимпийский мост, или Большой олимпийский мост (кор. 올림픽대교) — мост через реку Ханган в Сеуле, Республике Корея, соединяет районы Кванджин и Сонпха.
Мост имеет ширину 30 метров и длину 1225 метров (общая 1470 м). Это был первый вантовый мост в Южной Корее.

## Строительство
Его строительство началось в 1985 году и планировалось завершить к Олимпиаде 1988 года, но из-за разрушения конструкций моста строительство закончилось лишь в 1989 году.

## Катастрофа военного вертолёта в 2001 году
29 мая 2001 года вертолёт CH-47D армии Республики Корея при попытке спустить скульптуру на вершину моста потерпел крушение и упал в реку Ханган, в результате чего погибли все трое находившихся на борту.